# Cyclospora cayetanensis
Espèce
Cyclospora cayetanensis est une espèce de protozoaires parasites qui cause un type d'intoxication alimentaire nommée cyclospora, identifiée depuis 1977, chez les humains. La première épidémie a été décrite en 1990 dans un hôpital de Chicago.

## Contagion
Les risques d'infections augmentent en consommant des aliments ou des boissons contaminés (fruits et légumes importés, frais consommés crus ou légèrement cuits) par Cyclospora provenant de pays en développement ou pendant un séjour dans ces pays où la maladie d'origine alimentaire causée par Cyclospora est courante. Les aliments et les boissons peuvent être contaminés pendant la culture, la récolte ou l'emballage ou par le contact avec des personnes ayant manipulé des aliments infectés pendant l'emballage et le transport par l'eau d'irrigation ou du robinet contaminée. Persiste dans les selles plusieurs semaines après disparition de la diarrhée. Très résistant dans l’environnement et traverse les filtres usuels (distribution de l’eau des villes). Facteurs déterminants, les enfants (< 2 ans) et sujets VIH. Risque environnement saisons de pluie plus important que les saisons sèche, plutôt urbain dans les pays en développement, plutôt rural dans les pays du Nord et présence d’animaux.

## Symptômes
Diarrhée (aqueuse), perte de l'appétit, perte de poids, crampes abdominales, douleurs musculaires, ballonnements, gaz, nausée, fatigue.

## Apparition et durée des symptômes
Dans la majorité des cas, les symptômes apparaissent dans la semaine suivant la consommation de l'aliment ou de la boisson contenant le parasite et durent de quelques jours à 7 semaines. Les symptômes peuvent sembler disparaître, puis revenir au moins une fois (rechute).

## Effets possibles sur la santé
L'infection par Cyclospora réagit rapidement à un traitement antibiotique adéquat et n'est pas jugée susceptible de menacer la vie des personnes en santé. Les conséquences à long terme sont rares chez les personnes en santé.

## Mise en évidence
Ce parasite peut être retrouvé avec un examen parasitologique des selles.